# Psathyrella aquatica
Psathyrella aquatica es una especie de hongo basidiomiceto hallado en Oregón, Estados Unidos, que fue descripto en la revista Micología en el 2010. Es el primer caso conocido de hongo acuático capaz de generar cuerpos fructíferos (setas). Fue descubierto por Robert Coffan, Darlene Southworth y Jonathan Frank, profesores del departamento de biología de la Universidad de Oregón en el río Rogue (Oregón).
El soporte del hongo parece ser bastante fuerte, y está anclado en sedimentos hasta 0,5 m de profundidad, para resistir las corrientes fluviales de rápido movimiento donde se encuentra principalmente.